# Service d'intérêt économique général
Pour les articles homonymes, voir Sieg (homonymie).
Les services d'intérêt économique général (SIEG) sont, dans l'Union européenne, des « services de nature économique que les États membres ou la Communauté soumettent à des obligations spécifiques de service public en vertu d'un critère d'intérêt général ».
En raison de leur nature et spécificité, certains services (ex : service hospitalier et services « répondant à des besoins sociaux essentiels » dont soins de santé, garde d’enfants, accès au marché du travail, logement social et soins et inclusion sociale de groupes vulnérables) peuvent en Europe dans une certaine mesure et à certaines conditions (acte de mandatement, contrôles de surcompensation…) déroger aux règles concurrentielles tout en respectant la réglementation européenne. Les « compensations » visant  certaines liaisons aériennes ou maritimes ou attribuées aux aéroports et aux ports sont aussi concernées.

## Droit
Cette notion est mentionnée pour la première fois en 1992 dans le traité instituant la Communauté européenne (article 90), puis reprise dans le traité sur le fonctionnement de l'Union européenne (articles 14 et 106). C'est ensuite la pratique (documents de la Commission et la jurisprudence de la Cour de justice) qui l'ont définie et délimitée.
La réglementation européenne relative au SIEG a ensuite été précisée par une réglementation dite « paquet Almunia » (du nom du vice-président de la commission européenne chargé de la concurrence, José Joaquín Almunia Amann), adopté en 2011 par la Commission européenne. Ce paquet définit notamment les conditions ex ante d’octroi des fonds structurels Fonds européen de développement régional (FEDER) et Fonds social européen (FSE) de 2014 à 2020 via plusieurs textes de portées et forces juridiques différentes : 
- une décision d’exemption de notification[3] ;
- un règlement relatif aux compensations de minimis[4] ;
- deux communications (l’une sur l’encadrement des compensations de SIEG à vocation plus commerciale[5], l’autre très générale qui clarifie les concepts des règles sur les compensations de SIEG[6]).